# Kasteel van Sint Johannes van Águilas

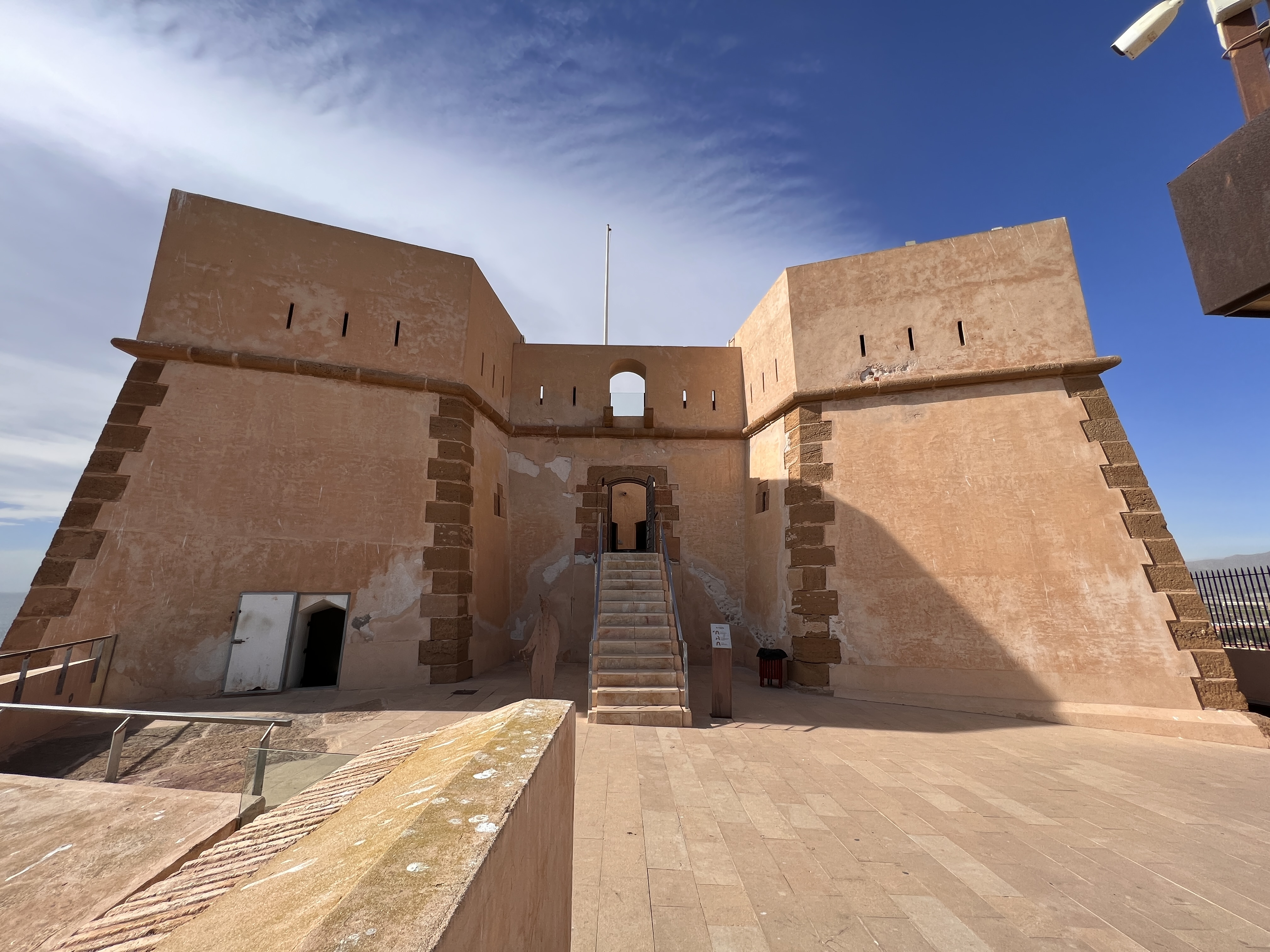
Fuerte de San Juan, het hoofdgebouw van het kasteel

Het Kasteel van Sint Johannes van Águilas (Spaans: Castillo de San Juan de las Águilas) is een Spaanse militaire vesting gebouwd in de achttiende eeuw.  De vestiging is gelegen aan de Middellandse Zee en diende ter bescherming van de gemeente Águilas en de nabijgelegen stad Lorca tegen aanvallen uit de zee van de Barbarijse zeerovers.
Tijdens het jaar 1579 onder het bewind van Filips II van Spanje werd er door diens vertrouwensman Vespasiano I Gonzaga een uitkijktoren, Sint Johannes genaamd, gebouwd op de heuvel naast de zee als verdediging tegen aanvallen van piraten. Deze toren lag zo'n 85 meter boven de zeespiegel en zou zeer vergelijkbaar geweest zijn met de nabijgelegen nog bestaande Toren van Cope. Deze gebouwen dienden ook om de nabijgelegen stad Lorca te verwittigen van de aankomst van vijandelijke troepen vanuit de zee.
Deze toren werd getroffen door een aardbeving in 1596 en werd uiteindelijk vernietigd door de aanvallen van de Barbarijse zeerovers tijdens het jaar 1643. In datzelfde jaar werd het door Filips IV van Spanje beslist om de vernielde toren terug op te bouwen. Dit gebeurde reeds in 1652 door de Raad van Lorca.
Tijdens het jaar 1751, onder het regime van Ferdinand VI van Spanje, presenteerde Sebastian Feringa, de hoofdingenieur van de werken van Arsenal van Cartagena, een project om de toren die in een ruïne herleid was, om te bouwen tot een kasteel. De bouw van het nieuwe kasteel van Sint Johannes van Águilas startte in het jaar 1759 onder het regime van Karel III van Spanje. Het kasteel bestaat uit drie delen, de batterijen van Sint-Pieter, het gebouw met de voorraden zoals leefmiddelen en ammunitie en de koer waar de artillerie stond.
Tegenwoordig is het gerestaureerde kasteel een van de toeristische bezienswaardigheden.